# First Division 1983-1984
La First Division 1983-1984 è stata la 85ª edizione della massima serie del campionato inglese di calcio, disputata tra il 27 agosto 1983 e il 17 maggio 1984 e concluso con la vittoria del Liverpool, al suo quindicesimo titolo, il terzo consecutivo.
Capocannoniere del torneo è stato Ian Rush (Liverpool) con 32 reti.

## Stagione

### Novità
Al posto delle retrocesse Manchester City, Swansea City e Brighton sono saliti dalla Second Division il QPR, il Wolverhampton e il Leicester City.

### Avvenimenti
Ereditata in estate la guida tecnica da Bob Paisley, Joe Fagan guidò il Liverpool verso il suo terzo titolo consecutivo, in un campionato durante il quale i Reds confermarono in sostanza il rendimento della stagione precedente. Il torneo, primo della storia del calcio inglese ad affiancare lo sponsor alla denominazione ufficiale, partì il 27 agosto 1983: l'inizio fu del West Ham Utd, a punteggio pieno nei primi cinque turni e tallonato da Ipswich Town, Southampton e Manchester Utd. Quest'ultima squadra prese la testa della classifica il 15 ottobre, approfittando della sconfitta casalinga degli Hammers contro un Liverpool in crescita dopo i primi tentennamenti. Con l'inizio di novembre i Reds si proporranno nel lotto delle candidate al titolo passando in testa il 6, in concomitanza del recupero del Merseyside Derby. Tallonati da West Ham e Manchester United, i Reds gestiranno il proprio vantaggio concludendo l'anno e il girone di andata a +3 dal Manchester United e +4 dal West Ham. Subito dopo il giro di boa i Reds continuarono a tenere a distanza il gruppo delle inseguitrici (che vedeva, a partire da febbraio, un Nottingham Forest sostituirsi ad un West Ham in calo), tuttavia una sconfitta rimediata il 16 marzo contro il Southampton permise ai Red Devils di passare avanti. Ripresa la vetta della classifica ad inizio aprile, il Liverpool cavalcò indisturbato verso il titolo piazzando, all'inizio di maggio, l'allungo necessario per chiudere la lotta al titolo con un turno di anticipo.
In quella stessa giornata furono inoltre decisi i verdetti in zona UEFA: fecero sensazione la qualificazione del neopromosso QPR e l'impresa del Southampton, capace di portarsi dal quinto al secondo posto con una striscia finale di cinque vittorie consecutive. A fondo classifica sudò freddo l'Ipswich Town, salvatosi grazie ad un guizzo finale: ad accompagnare un Wolverhampton da tempo fuori dai giochi, fu infine un Notts County messo al tappeto con due turni d'anticipo e, all'ultima giornata, il Birmingham City.

## Squadre partecipanti
| Club              | Stagione | Città          | Stadio           | Stagione precedente                   |
| ----------------- | -------- | -------------- | ---------------- | ------------------------------------- |
| Arsenal           | dettagli | Londra         | Arsenal Stadium  | 10º posto in First Division           |
| Aston Villa       | dettagli | Birmingham     | Villa Park       | 6º posto in First Division            |
| Birmingham City   | dettagli | Birmingham     | St Andrew's      | 17º posto in First Division           |
| Coventry City     | dettagli | Coventry       | Highfield Road   | 19º posto in First Division           |
| Everton           | dettagli | Liverpool      | Goodison Park    | 7º posto in First Division            |
| Ipswich Town      | dettagli | Ipswich        | Portman Road     | 9º posto in First Division            |
| Leicester City    | dettagli | Leicester      | Filbert Street   | 3º posto in Second Division, promosso |
| Liverpool         | dettagli | Liverpool      | Anfield          | 1º posto in First Division            |
| Luton Town        | dettagli | Luton          | Kenilworth Road  | 18º posto in First Division           |
| Manchester Utd    | dettagli | Manchester     | Old Trafford     | 3º posto in First Division            |
| Norwich City      | dettagli | Norwich        | Carrow Road      | 14º posto in First Division           |
| Nottingham Forest | dettagli | Nottingham     | City Ground      | 5º posto in First Division            |
| Notts County      | dettagli | Nottingham     | Meadow Lane      | 15º posto in First Division           |
| QPR               | dettagli | Londra         | Loftus Road      | 1º posto in Second Division, promosso |
| Southampton       | dettagli | Southampton    | The Dell         | 12º posto in First Division           |
| Stoke City        | dettagli | Stoke-on-Trent | Victoria Ground  | 13º posto in First Division           |
| Sunderland        | dettagli | Sunderland     | Roker Park       | 16º posto in First Division           |
| Tottenham         | dettagli | Londra         | White Hart Lane  | 4º posto in First Division            |
| Watford           | dettagli | Watford        | Vicarage Road    | 2º posto in First Division            |
| West Bromwich     | dettagli | West Bromwich  | The Hawthorns    | 11º posto in First Division           |
| West Ham Utd      | dettagli | Londra         | Boleyn Ground    | 8º posto in First Division            |
| Wolverhampton     | dettagli | Wolverhampton  | Molineux Stadium | 2º posto in First Division, promosso  |

## Allenatori e primatisti
| Club              | Allenatore                                       | Calciatore più presente | Cannoniere |
| ----------------- | ------------------------------------------------ | ----------------------- | ---------- |
| Arsenal           | Terry Neill (1ª-16ª) Don Howe (17ª-42ª)          |                         |            |
| Aston Villa       | Tony Barton                                      |                         |            |
| Birmingham City   | Ron Saunders                                     |                         |            |
| Coventry City     | Bobby Gould                                      |                         |            |
| Everton           | Howard Kendall                                   |                         |            |
| Ipswich Town      | Bobby Ferguson                                   |                         |            |
| Leicester City    | Gordon Milne                                     |                         |            |
| Liverpool         | Joe Fagan                                        |                         |            |
| Luton Town        | David Pleat                                      |                         |            |
| Manchester Utd    | Ron Atkinson                                     |                         |            |
| Norwich City      | Ken Brown                                        |                         |            |
| Nottingham Forest | Brian Clough                                     |                         |            |
| Notts County      | Larry Lloyd                                      |                         |            |
| QPR               | Terry Venables                                   |                         |            |
| Southampton       | Lawrie McMenemy                                  |                         |            |
| Stoke City        | Richie Barker (1ª-16ª) Bill Asprey (17ª-42ª)     |                         |            |
| Sunderland        | Alan Durban (1ª-29ª) Len Ashurst (30ª-42ª)       |                         |            |
| Tottenham         | Keith Burkinshaw                                 |                         |            |
| Watford           | Graham Taylor                                    |                         |            |
| West Bromwich     | Ron Wylie (1ª-26ª) Johnny Giles (27ª-42ª)        |                         |            |
| West Ham Utd      | John Lyall                                       |                         |            |
| Wolverhampton     | Graham Hawkins (1ª-29ª) Tommy Docherty (30ª-42ª) |                         |            |

## Classifica finale
|        | Pos. | Squadra           | Pt | G  | V  | N  | P  | GF | GS | DR  |
| ------ | ---- | ----------------- | -- | -- | -- | -- | -- | -- | -- | --- |
| [ 24 ] | 1.   | Liverpool         | 80 | 42 | 22 | 14 | 6  | 73 | 32 | +41 |
|        | 2.   | Southampton       | 77 | 42 | 22 | 11 | 9  | 66 | 38 | +28 |
|        | 3.   | Nottingham Forest | 74 | 42 | 22 | 8  | 12 | 76 | 45 | +31 |
|        | 4.   | Manchester Utd    | 74 | 42 | 20 | 14 | 8  | 71 | 41 | +30 |
|        | 5.   | QPR               | 73 | 42 | 22 | 7  | 13 | 67 | 37 | +30 |
|        | 6.   | Arsenal           | 63 | 42 | 18 | 9  | 15 | 74 | 60 | +14 |
| [ 25 ] | 7.   | Everton           | 62 | 42 | 16 | 14 | 12 | 44 | 42 | +2  |
| [ 26 ] | 8.   | Tottenham         | 61 | 42 | 17 | 10 | 15 | 64 | 65 | -1  |
|        | 9.   | West Ham Utd      | 60 | 42 | 17 | 9  | 16 | 60 | 55 | +5  |
|        | 10.  | Aston Villa       | 60 | 42 | 17 | 9  | 16 | 59 | 61 | -2  |
|        | 11.  | Watford           | 57 | 42 | 16 | 9  | 17 | 68 | 77 | -9  |
|        | 12.  | Ipswich Town      | 53 | 42 | 15 | 8  | 19 | 55 | 57 | -2  |
|        | 13.  | Sunderland        | 52 | 42 | 13 | 13 | 16 | 42 | 53 | -11 |
|        | 14.  | Norwich City      | 51 | 42 | 12 | 15 | 15 | 48 | 49 | -1  |
|        | 15.  | Leicester City    | 51 | 42 | 13 | 12 | 17 | 65 | 68 | -3  |
|        | 16.  | Luton Town        | 51 | 42 | 14 | 9  | 19 | 53 | 66 | -13 |
|        | 17.  | West Bromwich     | 51 | 42 | 14 | 9  | 19 | 48 | 62 | -14 |
|        | 18.  | Stoke City        | 50 | 42 | 13 | 11 | 18 | 44 | 63 | -19 |
|        | 19.  | Coventry City     | 50 | 42 | 13 | 11 | 18 | 57 | 77 | -20 |
|        | 20.  | Birmingham City   | 48 | 42 | 12 | 12 | 18 | 39 | 50 | -11 |
|        | 21.  | Notts County      | 41 | 42 | 10 | 11 | 21 | 50 | 72 | -22 |
|        | 22.  | Wolverhampton     | 29 | 42 | 6  | 11 | 25 | 27 | 80 | -53 |

Legenda:
      Campione d'Inghilterra e ammessa alla Coppa dei Campioni 1984-1985.
      Ammessa alla Coppa delle Coppe 1984-1985.
      Ammesse alla Coppa UEFA 1984-1985.
      Retrocesse in Second Division 1984-1985.
Note:
Tre punti a vittoria, uno a pareggio, zero a sconfitta.
A parità di punti le squadre venivano classificate secondo la differenza reti.

## Statistiche

### Squadre

#### Capoliste solitarie
Fonte:
|              | ——           | ——           | ——           | ——           | ——           | ——           | ——           | ——             | ——             | ——             | ——        | ——        | ——        | ——        | ——        | ——        | ——        | ——        | ——        | ——        | ——        | ——        | ——        | ——        | ——        | ——        | ——        | ——        | ——        | ——             | ——             | ——             | ——        | ——        | ——        | ——        | ——        | ——        | ——        | ——        | ——        | —— |  |
| West Ham Utd | West Ham Utd | West Ham Utd | West Ham Utd | West Ham Utd | West Ham Utd | West Ham Utd | West Ham Utd | Manchester Utd | Manchester Utd | Manchester Utd | Liverpool | Liverpool | Liverpool | Liverpool | Liverpool | Liverpool | Liverpool | Liverpool | Liverpool | Liverpool | Liverpool | Liverpool | Liverpool | Liverpool | Liverpool | Liverpool | Liverpool | Liverpool | Liverpool | Manchester Utd | Manchester Utd | Manchester Utd | Liverpool | Liverpool | Liverpool | Liverpool | Liverpool | Liverpool | Liverpool | Liverpool | Liverpool |    |  |
|              |              |              |              |              |              |              |              |                |                |                |           |           |           |           |           |           |           |           |           |           |           |           |           |           |           |           |           |           |           |                |                |                |           |           |           |           |           |           |           |           |           |    |  |
|              |              |              |              |              |              |              |              |                |                |                |           |           |           |           |           |           |           |           |           |           |           |           |           |           |           |           |           |           |           |                |                |                |           |           |           |           |           |           |           |           |           |    |  |
| 1ª           | 2ª           | 3ª           | 4ª           | 5ª           | 6ª           | 7ª           | 8ª           | 9ª             | 10ª            | 11ª            | 12ª       | 13ª       | 14ª       | 15ª       | 16ª       | 17ª       | 18ª       | 19ª       | 20ª       | 21ª       | 22ª       | 23ª       | 24ª       | 25ª       | 26ª       | 27ª       | 28ª       | 29ª       | 30ª       | 31ª            | 32ª            | 33ª            | 34ª       | 35ª       | 36ª       | 37ª       | 38ª       | 39ª       | 40ª       | 41ª       | 42ª       |    |  |

#### Primati stagionali
- Maggior numero di vittorie: Liverpool, Southampton, Nottingham Forest, QPR (22)
- Minor numero di sconfitte: Liverpool (6)
- Miglior attacco: Nottingham Forest (76)
- Miglior difesa: Liverpool (32)
- Miglior differenza reti: Liverpool (+41)
- Maggior numero di pareggi: Norwich City (15)
- Minor numero di vittorie: Wolverhampton (6)
- Maggior numero di sconfitte: Wolverhampton (25)
- Peggiore attacco: Wolverhampton (27)
- Peggior difesa: Wolverhampton (80)
- Peggior differenza reti: Wolverhampton (-53)

### Individuali

#### Classifica dei marcatori
Fonte:
| Gol | Rigori |  | Giocatore       | Squadra                       |
| --- | ------ |  | --------------- | ----------------------------- |
| 32  | 1      |  | Ian Rush        | Liverpool                     |
| 22  |        |  | Gary Lineker    | Leicester City                |
| 21  |        |  | Steve Archibald | Tottenham                     |
| 21  |        |  | Tony Woodcock   | Arsenal                       |
| 21  | 2      |  | Steve Moran     | Southampton                   |
| 20  |        |  | Mo Johnston     | Watford                       |
| 19  |        |  | Paul Mariner    | Ipswich Town (12) Arsenal (7) |
| 19  | 6      |  | Trevor Christie | Notts County                  |
| 17  | 1      |  | Terry Gibson    | Coventry City                 |
| 16  |        |  | Peter Withe     | Aston Villa                   |
| 15  |        |  | Tony Cottee     | West Ham Utd                  |
| 15  |        |  | David Armstrong | Southampton                   |
| 15  |        |  | Gary Birtles    | Nottingham Forest             |
| 15  |        |  | Alan Smith      | Leicester City                |
| 15  | 2      |  | Peter Davenport | Nottingham Forest             |
| 15  | 4      |  | John Deehan     | Norwich City                  |